# 栗原稔
栗原 稔（くりはら みのる、1941年9月26日 - ）は、日本の政治家。埼玉県秩父市長(2期)、埼玉県議会議員(5期)を務めた。

## 人物
埼玉県秩父市生まれ。1979年（昭和54年）4月以来5期19年にわたり、埼玉県議会議員として県政の一翼を担い、この間、1994年（平成6年）3月には第95代埼玉県議会議長に就任した。
2003年（平成15年）4月に秩父市長となり、4市町村（秩父市、吉田町、荒川村、大滝村）の合併を成し遂げた。2005年（平成17年）5月新秩父市の初代市長に就任。

## 経歴
- 1966年　日本大学第二工学部土木工学科卒業[1]　埼玉県土木部道路維持課勤務
- 1979年　埼玉県議会議員当選
- 1994年　第95代　埼玉県議会議長就任
- 1998年　第18回参議院議員通常選挙において埼玉県選挙区から自由民主党公認で立候補したが落選[1]
- 2003年　秩父市長当選　秩父市と吉田町・荒川村・大滝村との合併が2005年に実現
- 2005年　合併新市秩父市長当選

## 栄典
勲章等
- 2010年　秩父市名誉市民
- 2011年　旭日中綬章